# Anteaeolidiella chromosoma
Anteaeolidiella chromosoma is een slakkensoort uit de familie van de Aeolidiidae. De wetenschappelijke naam van de soort is voor het eerst geldig gepubliceerd in 1905 door Cockerell & Eliot als Spurilla chromosoma.